# Mark Geiger
Mark William Geiger (Beachwood, 25 agosto 1974) è un ex arbitro di calcio e dirigente arbitrale statunitense.

## Carriera
La sua carriera arbitrale ha inizio nel 1988, in seguito diventa un arbitro della Major League Soccer, la massima serie statunitense, nel 2003.
Il 1º gennaio 2008 è diventato internazionale all'età di 33 anni.
Il suo esordio internazionale è datato 6 settembre 2009, nell'incontro di qualificazione ai Mondiali 2010 tra Honduras e Trinidad e Tobago terminato 4-1.
Ha preso parte a diverse edizioni della CONCACAF Champions League, arrivando a dirigere una semifinale nell'edizione 2008-09.
Inoltre, ha anche diretto varie partite amichevoli tra nazionali maggiori.
Nel 2011 la svolta importante della sua carriera, a livello internazionale: dapprima è convocato per il Campionato nordamericano di calcio Under-20, tenutosi in Guatemala. In questa occasione dirige una della fase a gironi, un quarto di finale, e infine la finalissima, tra Costa Rica U20 e Messico U20. Pochi mesi dopo, nell'agosto 2011, è convocato dalla FIFA per il Mondiale Under 20 in Colombia. Anche in questa occasione, date le buone prestazioni, ottiene designazioni importanti, e dopo due partite della fase a gironi e un ottavo di finale, è designato per la finalissima, il 20 agosto 2011 a Bogotà, tra Portogallo e Brasile.
Nell'aprile del 2012 la FIFA lo inserisce in una prima lista di preselezionati per i Mondiali del 2014, convocandolo per il Torneo maschile di calcio delle Olimpiadi di Londra 2012. Nell'occasione dirige una partita della fase a gironi e un quarto di finale.
Nel dicembre del 2013 è selezionato dalla FIFA per prendere parte alla Coppa del mondo per club 2013 in Marocco. In tale manifestazione, ha diretto la finale per il quinto posto.
Il 15 gennaio 2014 viene selezionato ufficialmente per i Mondiali 2014 in Brasile. Nell'occasione dirige due gare della fase a gironi, e successivamente un ottavo di finale tra Francia e Nigeria.
Nel luglio 2015 è tra gli arbitri selezionati per la CONCACAF Gold Cup. Qui dirige una partita della fase a gironi e successivamente una delle semifinali, tra Panama e Messico. Il suo arbitraggio in quest'ultima gara suscita molte critiche per alcune decisioni controverse: un rosso nei primi minuti di gioco per un calciatore panamense e due rigori che decidono il risultato finale in favore della nazionale messicana. All'atto del primo rigore concesso, a pochi minuti dallo scadere, i calciatori di Panama si rifiutano di proseguire la partita e vogliono quasi lasciare il campo. Si riprenderà dopo ben 9 minuti di stop. A seguito di tali eventi, la federazione panamense inoltra una protesta formale alla CONCACAF richiedendo le dimissioni di tutta la commissione arbitrale, e la stessa confederazione ammette gli errori commessi dal fischietto statunitense, i quali hanno inciso sul risultato.
Nel 2016 viene selezionato per la Copa América Centenario, dove dirige un incontro della fase a gironi.
Nel maggio 2017 viene resa nota dalla FIFA la sua convocazione alla Confederations Cup 2017, in programma a giugno 2017 in Russia. Qui dirige due gare della fase a gironi.
Nel novembre 2017 è designato dalla FIFA per dirigere l'andata dello spareggio intercontinentale tra Nuova Zelanda e Perù, valido per l'accesso ai mondiali di Russia 2018.
Nel dicembre 2017 è selezionato dalla FIFA in qualità di VAR alla Coppa del mondo per club FIFA 2017.
Il 29 marzo 2018 viene selezionato ufficialmente dalla FIFA per i mondiali di Russia 2018.
In Russia dirige due sfide della fase a gironi, ed un ottavo di finale, tra Colombia ed Inghilterra.